# Seznam slovenskih violončelistov
Seznam slovenskih (violon)čelistov.

## A
Edvard Adamič - 
Tilen Artač - Klara Avšič - Peter Avšič

## B
Tanja Babnik Šoštarič - 
Oton Bajde - 
Sebastian Bertoncelj -

## D
Stanislav Demšar -
Tamara Djordjević -

## F
Gal Faganel -
Jernej Feguš -
Gregor Fele -

## G
Petra Gačnik - 
Davor Gluhak - Petra Greblo

## H
Milan Hudnik -
Klemen Hvala -
Damir Hamidullin - Arslan Hamidullin - Domen Hrastnik

## I
Uršula Ivanuš Iwaki

## J
Oli Jeraj -

## K
Rina Kačinari - Pavel Karlin -
Gordana Keller Petrej -
Špela Kermelj -
Alenka Helena Kovačič -
Tanja Kovačič - Katarina Kozjek -
Vladimir Kovačič - Ema Krečič - Zdenka Kristl Marinič -
Aleksandar Kuzmanovski -

## L
Hilda Lobe -
Matija Lorenz - 
Bogo Leskovic -
Katarina Leskovar -

## M
Edi Majaron - Alja Mandič Faganel -
Gregor Marinko -
Branko Markič -
Igor Mitrović - Ana Julija Mlejnik -
Miloš Mlejnik -

## N
Petra Neuvirt -

## P
Katja Panger - Karmen Pečar -
Janez Perne -
Andrej Petrač - Vlado Požar

## R
Pavel Rakar/Pavle Rakar - 

## S
Nikolaj Sajko - 
Tomaž Sever -
Martin Sikur -
Gorazd Strlič -
Jaka Stadler - 

## Š
Ciril Škerjanec -
Igor Škerjanec -
Ivan Šoštarič -
Božo Šulič -
Luka Šulić -
Igor Švarc - Helena Švigelj

## T
Ksenija Trotovšek Brlek -
Maša Tomc-

## V
Petra Vodopivec -
 Zrinka Vlašič Lepen -

## Z
Ajda Zupančič - Primož Zalaznik